# NGC 801
NGC 801 (również PGC 7847 lub UGC 1550) – galaktyka spiralna (Sc), znajdująca się w gwiazdozbiorze Andromedy. Odkrył ją Lewis A. Swift 20 września 1885 roku.